# Stavatti Aerospace
Stavatti Aerospace Ltd. es una empresa estadounidense con sede en Niagara Falls (Nueva York), que pretende operar en la industria aeroespacial. Fundada en 1994, su CEO es Christopher Beskar. El escepticismo sobre las afirmaciones de Stavatti Aerospace respecto a su negocio y operaciones ha sido planteado repetidamente por los medios de comunicación a lo largo de su existencia, y la empresa se ha visto involucrada en varias disputas legales.

## Historia

### Primeros años
Stavatti Aerospace fue cofundada por Christopher Beskar, un autodenominado fanático de Star Trek, en 1994 mientras era estudiante en la Universidad de Wisconsin-River Falls. A Beskar se le unió en la aventura su padre, un expiloto de The Bush que murió unos años más tarde.
En 1998 – dos años después de graduarse de la universidad – Beskar comenzó a planificar la adquisición de una planta de fabricación abandonada de Bell Aircraft en el condado de Niágara, Nueva York, para producir aviones de combate para las Fuerzas Armadas de los Estados Unidos y sus aliados. El director de la Agencia de Desarrollo Industrial del Condado de Niagara (NCIDA), John Simon, analizó la posibilidad de extender incentivos económicos a Stavatti para apoyar su propuesta, aunque el proyecto finalmente fue archivado.
A principios de la década de 2000, según Vice, Stavatti era «el equivalente industrial de un trol de Internet, que difundía gráficos excitantes que representaban aviones futuristas que tenía pocas posibilidades de producir alguna vez». Según Wired, la empresa era «famosa por sus afirmaciones extravagantes sobre aviones y armas avanzados» y era conocida por «llamar a las oficinas del Pentágono» para presentar sus diseños.
En 2008, Stavatti adquirió los diseños del ATG Javelin de Aviation Technology Group tras la quiebra de esa empresa. Una década más tarde, Stavatti estuvo entre cuatro o cinco empresas que ofertaron por un reemplazo para el entrenador T-38 de la Fuerza Aérea de los Estados Unidos, comercializando el diseño del Javelin para ese propósito, aunque – según la revista Smithsonian – Se consideró una apuesta arriesgada. El contrato para reemplazar al T-38 fue finalmente adjudicado a Boeing.

### Plan de Abbotsford
En 2019, los funcionarios de desarrollo económico de Abbotsford, Columbia Británica, informaron que Stavatti estaba considerando a Abbotsford como la ubicación de una posible planta que emplearía hasta 10 000 personas y abriría en 2022, y que recientemente recibió $1500 millones en financiación privada. El Abbotsford News señaló que no pudo confirmar la veracidad de la financiación reclamada, no pudo ponerse en contacto con el director ejecutivo de Stavatti y no pudo acceder al sitio web de Stavatti. Informó que la empresa tenía «reputación de tener grandes ideas que nunca se materializan».

### Regreso a Niágara
Para 2020, Simon – que había abandonado el NCIDA en 2003 – trabajaba para Stavatti como director de desarrollo estratégico y de activos. Ese año, la NCIDA otorgó a Stavatti varios subsidios fiscales para apoyar el plan de Beskar, que tenía décadas de antigüedad, de, según el Niagara Express, «construir aviones militares y comerciales en un hangar militar vacío en las Cataratas del Niágara». En ese momento, según Buffalo Business First, la empresa prometió que crearía 590 puestos de trabajo en la zona para 2025. Según Buffalo News, hasta 2021, no había evidencia de que Stavatti hubiera «producido un solo avión» de su propio diseño en los 26 años de historia de la compañía en ese entonces. Sus únicas instalaciones conocidas eran una «suite de oficina para una persona», un «taller de máquinas... un poco más grande que una cancha de baloncesto» y la casa de Beskar.
En febrero de 2023, según The Buffalo News, uno de los inversores de Stavatti demandó a la empresa, alegando extorsión y fraude y afirmando que la empresa era un esquema Ponzi.
Posteriormente, NCIDA rescindió los subsidios que había otorgado en 2020, citando poco progreso por parte de la empresa en su plan, y varios contratistas de construcción locales presentaron demandas alegando falta de pago o pago insuficiente por parte de Stavatti por los servicios que habían prestado.

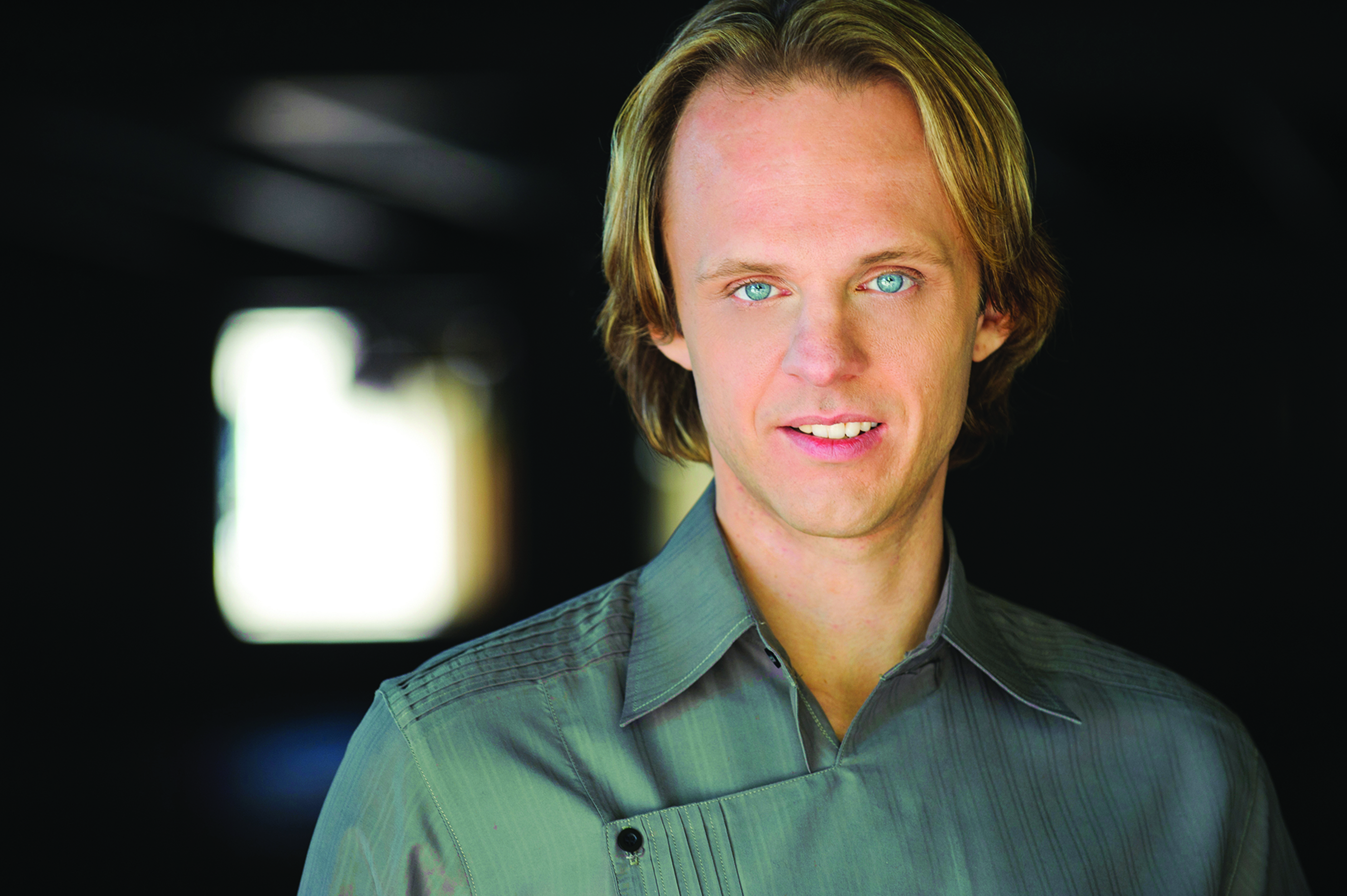
A partir de 2023, David Wilcock fue director de tecnología avanzada de Stavatti.

En diciembre de 2024, Stavatti fue desalojada de parte del espacio que ocupaba en las Cataratas del Niágara. Varios meses después, en marzo de 2025, un editorial de The Buffalo News opinó que «Stavatti Aerospace ha agotado su popularidad» en las Cataratas del Niágara y que era hora de que Beskar «recogiera sus imágenes generadas por computadora y se marchara». La columna continuaba alegando que «después de cinco años de promesas incumplidas, reclamos sin fundamento y deudas impagas, 9400 Porter Road todavía luce prácticamente igual que cuando la empresa se mudó allí: vacante e inactiva» y que «Stavatti no ha producido un solo avión – militar, comercial o de otro tipo».

## Personal
David Wilcock es el director de tecnología avanzada de la empresa.

## Lectura adicional
- «Plane-Makers Come out of the Woodwork for Air Force Light-Fighter Contest». Wired. 17 de agosto de 2009. Consultado el 25 de mayo de 2025.